# Kürkün
Kürkün è un comune dell'Azerbaigian situato nel distretto di Quba. Conta una popolazione di 283 abitanti.